# رم: جنگ تمام‌عیار: تهاجم بربرها
رم: جنگ تمام‌عیار: تهاجم بربرها (به انگلیسی: Rome: Total War: Barbarian Invasion) عنوان نخستین بسته الحاقی برای بازی ویدئویی تاکتیک هم‌زمان روم: جنگ تمام‌عیار است. این بازی توسط کریتیو اسمبلی گسترش یافته و به‌وسیلهٔ سگا در سال ۲۰۰۵ در آمریکای شمالی و اروپا، و ۲۰۰۶ در آسیا و ژاپن برای مایکروسافت ویندوز منتشر شد. فرال اینتراکتیو نسخه آی‌پد را در ۲۸ مارس ۲۰۱۷، نسخه آیفون را در ۹ مه ۲۰۱۹، و سیستم‌عامل اندروید بازی را در ۱۸ ژوئن ۲۰۱۹ منتشر کرد. نسخهٔ ریمستر بازی به عنوان بخشی از جنگ تمام‌عیار: ریمستر رم در ۲۹ آوریل ۲۰۲۱ منتشر شد.
این بازی به وقایع پس از تقسیم امپراتوری روم به دو قسمت شرقی و غربی می‌پردازد.

## کشورها و قبیله‌ها
- امپراتوری روم شرقی: نسبت به همتای غربی خود ثروتمندتر و قدرتمندتر است.
- امپراتوری روم غربی: یک کشور دچار شورش و در حال فروپاشی.
- پادشاهی ساسانی: اقتدار در شرق.
- سلت‌ها.
- سرمتیان: حکومت ایرانی‌تبار کوچ رو.
- روکسولانی: قبیله‌ای از سرمتی‌ها.
- وندال‌ها: از قبایل ژرمن که با لشکری انبوه حرکت می‌کنند.
- بورگوندی‌ها: از قبایل ژرمن در ژرمانیای شرقی.
- ساکسون‌ها: از قبایل ژرمن در شمال ژرمانیا.
- فرانک‌ها: از قبایل ژرمن جنگجو و پر قدرت در همسایگی روم غربی.
- آلمان‌ها از قبایل ژرمن.
- گوت‌ها از قبایل ژرمن.[۶]
- بریتانیای رومی.
- هونها: کنفدراسیونی از قبال آسیایی که از دشت‌های اوراسیا گذشته و برای حمله به امپراتوری روم آماده می‌شوند.
- اسلاوها.
- لومباردها.

## جریان بازی
در شروع بازی در بخش کمپین شما تغییرات گرافیکی خاصی را نسبت به ورژن قبلی نمی‌بینید و بازی فقط مقطع تاریخی خود را عوض کرده است. گستره نیروها در کشورها و قبیله‌های بربری همچنان کم است.